# Gentleman Jack Gallagher
Oliver Jack Claffey (Mánchester, 7 de enero de 1990) es un artista marcial mixto y luchador profesional inglés mejor conocido bajo el nombre en el ring de Jack Gallagher.

## Carrera de lucha profesional

### Entrenamiento y debut
Gallagher fue entrenado por Alex Shane y el personal de la promoción Futureshock Wrestling. Hizo su debut en la lucha libre profesional a la edad de 16 años el 4 de noviembre de 2006 en Futureshock #11, bajo el nombre de Jack Toxic, haciendo equipo con Alex Cyanide, Danny Hope y Kris Travis para derrotar a El Ligero, Charity, Faith y Jamal Lewis. También entrenó en agarre, un estilo de catch wrestling, bajo Billy Robinson en The Snake Pit Wigan en Wigan, Gran Mánchester.

### Circuito independiente británico (2007–2013)
Desde principios de 2007, Toxic y Cyanide continuarían haciendo equipo y finalmente adoptarían el nombre en equipo de Lethal Dose. Se convirtieron en una atracción regular en Futureshock Wrestling, apareciendo en muchos espectáculos. El equipo tendría su primera oportunidad por un título en That's Entertainment de Grand Pro Wrestling cuando se enfrentaron a WKD por el Campeonato en Parejas de GPW. El equipo viajaría a Real Deal Wrestling, donde en febrero y abril, tuvieron la oportunidad de convertirse en los Campeones en Parejas de RDW, pero perdió las dos veces. Luego fueron a Hull a luchar por New Generation Wrestling donde ganaron todas sus luchas. Con esta carrera de éxito, volvieron a Futureshock en Futureshock #27 y derrotaron a otros tres equipos para convertirse en los primeros Campeones en Parejas de FSW. Sin embargo, perderían los títulos ante The Doogooders en Futureshock #29. Volvieron a GPW en Livin' On the Edge para tomar parte en un Four-Way Elimination match y perdieron. Por el resto de 2009, continuaron haciendo equipo pero encontrarían poco éxito y se separaron.
Toxic hizo su debut en solitario en GPW West Park Fun Day perdiendo ante Scarlett Web.  Entre marzo y abril, Toxic trató de clasificar para el Crazy Cruiser 8 2008 pero fallaría varias veces, sin embargo, ganó el Last Chance Saloon battle royal y por lo tanto, clasificó para el torneo. El 2 de mayo, perdió ante El Ligero en cuartos de final. En Justice For All, derrotó a Bubblegum en una lucha de clasificación y pasaría a ser eliminado del torneo en la misma noche por el ganador Martin Kirby. En Guts & Glory, volvió bajo el nombre de Jack Gallagher para competir en un Four-Way Scrabble match por el Campeonato Británico de GPW y perdió. En Battlefield, perdió un Iron Man match de treinta minutos que involucró a Zack Diamond y Mikey Whiplash por el Campeonato Británico de GPW, sin embargo, el siguiente mes en Heroes & Villains derrotó a Diamond por el título. Sostendría el campeonato hasta Do Or Die, en diciembre, donde lo perdió ante Ste Mann. Gallagher presentaría su propio cinturón de campeonato después de perder el Campeonato Británico, sin embargo, perdería también este título en Fireworks ante Ste Mann. Después de su segunda derrota ante Ste Mann, tomó un descanso de 12 meses de Grand Pro.
El 8 de junio de 2008, Gallagher, como Jack Toxic, participó en el Lotto-Thunder Tournament y alcanzó la semifinal donde fue derrotado por Jack Domino. El 13 de septiembre, participó en el FSW Trophy Tournament 2009 y fue eliminado en la primera ronda por Sparx. En Futureshock #48, bajo el nombre de Jack Gallagher, ganó el FSW Trophy Tournament 2010 cuando derrotó a Dave Breaks en la final. El 6 de noviembre de 2011, Gallagher derrotó a Dave Rayne para convertirse en el campeón de FSW. Sostendría el campeonato por catorce meses antes de perderlo ante Davey Richards en Futureshock #61.

### Pro Wrestling ZERO1 (2013)
El 3 de marzo de 2013, hizo su debut para Pro Wrestling ZERO1 en Japón, bajo el nombre de Jack Anthony. El 15 de abril de 2013, Anthony se unió a Craig Classic, James Raideen, Jason New, Maybach Beta, Sebastian Concrete, Steven Walters y Tama Williams para formar un stable gaijin llamado New Age Wrestling Future (NWF) bajo la dirección de Akebono. Al stable se le unió poco después Jonathan Gresham y Mark Coffey.

### WWE (2016-2020)

#### WWE Cruiserweight Classic (2016)
Gallagher ganó un lugar en el WWE Cruiserweight Classic al derrotar a Pete Dunne en una lucha de clasificación en el evento Chapter 29 de Progress Wrestling en abril. El torneo comenzó el 23 de junio con Gallagher derrotando a Fabian Aichner en su lucha de la primera ronda. Gallagher perdió ante Akira Tozawa en su lucha de la segunda ronda.

#### 205 Live (2016-2020)
En el episodio del 5 de septiembre de 2016 de Raw, Gallagher fue anunciado como parte de la próxima división peso crucero de la WWE. En el episodio inaugural de WWE 205 Live, Gallagher hizo su principio, derrotando a Ariya Daivari. En el episodio del 5 de diciembre de Raw, Gallagher derrotó a Daivari. Después de ofrecerse a estrecharle la mano, Daivari lo atacó. En el episodio del 27 de diciembre de 205 Live, Gallagher y Daivari participaron en un «Gentleman's Duel» («duelo de caballeros»), donde ambos hombres eligieron un arma para su oponente de una selección en el ring y comenzaron la lucha de espalda contra espalda antes de moverse 5 pasos de distancia entre sí y comenzar el duelo. Daivari atacó a Gallagher mientras estaba de espaldas y continuó su ataque hasta que Gallagher lo atacó con un cabezazo, haciendo a Daivari perder el duelo.
En Royal Rumble participó en el Royal Rumble Match entrando en el lugar #5, siendo eliminado por Mark Henry. El 7 de febrero, derrotó a TJ Perkins, Mustafa Ali, Cedric Alexander y Noam Dar, ganando la oportunidad de ser retador #1 al Campeonato Crucero de WWE frente a Neville.
En FastLane, perdió la oportunidad de llevarse el título de peso crucero de la WWE, siendo derrotado por Neville.
El 10 de marzo en Main Event Gallagher y Mustafa Ali derrotaron a Noam Dar y Tony Nese. El 14 de marzo en 205 Live Gallagher y Rich Swann fueron derrotados por Ariya Daivari y Noam Dar. El 17 de marzo en Main Event Gallagher fue derrotado por Noam Dar. El 24 de marzo en Main Event Gallagher y Gran Metalik derrotaron a Ariya Daivari y Noam Dar. El 27 de marzo en 205 Live, Gallagher fue derrotado por Neville. En el episodio de 205 Live del 4 de abril Gallagher participó en un Fatal 4-Way Match que incluía también a Austin Aries, Mustafa Ali y TJ Perkins para determinar el contendiente n° 1 al campeonato crucero de neville, pero la pelea fue ganada por Aries. El 11 de abril, Gallagher fue derrotado por TJ Perkins. El 17 de abril, Gallagher fue derrotado nuevamente por TJ perkins. En el episodio de Raw del 24 de abril Gallagher y Austin Aries derrotaron a Neville y T.J.Perkins. El 25 de abril, Jack fue derrotado por Neville. En el episodio de Nxt del 26 de abril, Gallagher se enfrentó a Tyler Bate  por el United Kingdom Championship, pero fue derrotado. En el episodio de raw del 1 de mayo Gallagher, Akira Tozawa y Rich Swann derrotaron a Brian Kendrick, Noam Dar y Tony Nese. El 8 de mayo, Gallagher fue derrotado por tj perkins. En el episodio de Raw del 15 de mayo Gallagher y Austin Aries fueron derrotados por Neville y Tjp. En el episodio de Raw del 29 de mayo Gallagher y Austin Aries derrotaron a Neville y Tjp. El 20 de junio en 205 Live Gallagher fue derrotado por Tony Nese.
Durante, julio y agosto, tuvo una feudo con The Brian Kendrick, mismo que culminó el 12 de septiembre en 205 live, cuando atacó a Cedric Alexander, dando a entender que cambio a Heel.
En el episodio de 205 Live del 19 de septiembre Gallagher volvió a atacar a Cedric Alexander junto con The Brian Kendrick al final de la lucha entre kendrick y Alexander (ganada por este último). En el episodio de 205 Live del 3 de octubre Gallagher derrotó a Cedric Alexander por descalificación después de ser golpeado por Alexander con su propio paraguas. En el episodio de Raw del 9 de octubre Gallagher y The Brian Kendrick derrotaron a Cedric Alexander y Mustafa Ali. El 16 de octubre, Gallagher fue derrotado por Cedric Alexander. En el episodio de 205 Live del 17 de octubre Gallagher fue derrotado por Rich Swann por descalificación debido a la intervención de The Brian Kendrick. El 22 de octubre, en TLC: tables, ladders & chairs, Gallagher y The Brian Kendrick fueron derrotados por Cedric Alexander y Rich Swann. En el episodio de 205 Live del 7 de noviembre Gallagher fue derrotado por Kalisto. En el episodio de 205 Live del 14 de noviembre Gallagher y The Brian Kendrick fueron derrotados por Cedric Alexander y Rich Swann en un Tornado Tag Team Match. En el episodio de 205 Live del 28 de noviembre Gallagher fue derrotado por segunda vez por Kalisto. En el epispdio de 205 Live del 12 de diciembre Gallagher fue derrotado por tercera vez por Kalisto. El 13 de diciembre en Main Event Gallagher y el The Brian Kendrick fueron derrotados por Akira Tozawa & Gran Metalik. En el episodio de 205 Live del 19 de diciembre Gallagher y The Brian Kendrick fueron derrotados por Gran Metalik y Kalisto por descalificación. En el epispdio de 205 Live del 26 de diciembre Gallagher fue derrotado por Hideo Itami.
En el 205 Live del 13 de marzo, regresó con un nuevo look, siendo parte del Team 205 Live Originals, junto a Tony Nese, Mike Kanellis, The Brian Kendrick & Ariya Daivari se enfrentaron al Team NXT(KUSHIDA, Isaiah "Swerve" Scott, Tyler Breeze, Danny Burch & Oney Lorcan) en un 10-Man Tag Team Elimination Match, eliminando a Tyler Breeze, sin embargo fue el último eliminado por KUSHIDA. En el 205 Live del 3 de abril derrotó a Tyler Breeze.
En el 205 Live del 15 de mayo derrotó a Tony Nese, en el 205 Live del 5 de junio, fue derrotado por Isaiah "Swerve" Scott, después del combate, junto a Tony Nese atacaron a Scott, la siguiente semana en 205 Live, junto a Tony Nese & Tehuti Miles fueron derrotados por Isaiah "Swerve" Scott, Danny Burch & Oney Lorcan y la siguiente semana en 205 Live, fue derrotado por Jake Atlas quien hacia su debut en 205 Live y fue el último combate de Gallagher en WWE, debido a que el 20 de junio fue despedido por acusaciones de acoso sexual.

## En lucha
- Movimientos finales
  - Achilles lock[17] – 2016
  - Crucifix armbar
  - crossface chickenwing, a veces utilizando un paraguas – 2017 – presente
  - Discus elbow smash - 2020-presente
  - Running corner dropkick al rostro del oponente[25] – 2016 – presente
- Movimientos de firma
  - Como Jack Gallagher
    - Bridging scissored armbar[25]
    - European uppercut
    - Full Windsor Knot / I Bloody Love the Graps Me / The Dreaded Rear Admiral (Arm trap cloverleaf, generalmente seguido por un soccer kick a las nalgas del oponente)[25]
    - Guillotine choke[26]
    - Hammerlock[25]
    - Headbutt[25]
    - Inverted Indian deathlock[25]
    - Standing dropkick[17]

  - Como Jack Toxic
    - 77 Snap (Snap DDT)[1]
    - Art-I-Ficial Elbow (Elbow drop)[1]
    - Clash Landing (Diving knee drop bulldog)[1]
    - Roadrunner (Running high knee)[1]
    - Stagedive (Diving headbutt)[1]
- Apodos
  - "The (Extraordinary) Gentleman"
  - "The Mat Wizard"
  - "The Grappler"
  - "Punk Rocket"

## Campeonatos y logros
- Futureshock Wrestling
  - FSW Champion (2 veces)
  - FSW Trophy Tournament (2010)
  - FSW Tag Team Championship (1 vez) – con Alex Cyanide

- Grand Pro Wrestling
  - Gallagher's Gold Championship (1 vez)
  - GPW British Championship (1 vez)

- Great Bear Promotions
  - URSA Major One Night Tournament (2015)[27]

- Scottish Wrestling Alliance
  - Battlezone Rumble (2014)[28]

- Tetsujin Shoot Style Wrestling
  - Tetsujin Shoot Style Tournament (2015)[29]

- Pro Wrestling Illustrated
  - Situado en el Nº273 en los PWI 500 de 2016[30]
  - Situado en el Nº145 en los PWI 500 de 2017[31]